# Labopidea artemisiae
Labopidea artemisiae är en insektsart som först beskrevs av Sahlberg 1878.  Labopidea artemisiae ingår i släktet Labopidea och familjen ängsskinnbaggar. Inga underarter finns listade i Catalogue of Life.